# Karolinai cinege
A karolinai cinege (Poecile carolinensis) a verébalakúak (Passeriformes) rendjébe, ezen belül a cinegefélék (Paridae) családjába tartozó faj.
Egyes rendszerezők a Parus nembe sorolják Parus carolinensis néven.
Magyar neve az angol név (Carolina Chickadee) tükörfordítása.

## Származása, elterjedése
Az Amerikai Egyesült Államokban honos.

## Alfajai
- Poecile carolinensis agilis (Sennett, 1888)
- Poecile carolinensis atricapilloides (Lunk, 1952)
- Poecile carolinensis carolinensis (Audubon, 1834)
- Poecile carolinensis extimus (Todd & Sutton, 1936)
- Poecile carolinensis impiger

## Megjelenése
Testhossza 11,5–13 centiméter, tömege 9–12 gramm.
|  |